# Lo Bersac
Lo Bersac (en francès Le Bersac) és un municipi francès situat al departament dels Alts Alps i a la regió de Provença – Alps – Costa Blava.

## Demografia
| 1846                                       | 1962 | 1968 | 1975 | 1982 | 1990 | 1999 | 2006 | 2014 |
| ------------------------------------------ | ---- | ---- | ---- | ---- | ---- | ---- | ---- | ---- |
| 227                                        | 125  | 112  | 102  | 118  | 97   | 134  | 154  | 150  |
| Des de 1962: població sense dobles comptes |      |      |      |      |      |      |      |      |

## Administració
| Període   | Identitat            | Partit |
| --------- | -------------------- | ------ |
| 1959-1989 | Robert Tourtet       |        |
| 1989-2001 | Christian Brun       |        |
| 2001-2004 | Jacqueline Blanchard |        |
| 2004-2008 | Christian Brun       |        |
| 2008-     | Dominique Drouillard |        |